# BankWest Tower
BankWest Tower je mrakodrap v australském Perth. Postaven byl podle návrhu, který vypracovala firma C. Chisholm & Nicol. Má 52 podlaží a výšku 247 m. Výstavba probíhala v letech 1981–1988.